# Omaya Muthumala
Omaya Udayangani Muthumala (* 19. Oktober 1997) ist eine sri-lankische Leichtathletin, die sich auf den Sprint spezialisiert hat.

## Sportliche Laufbahn
Erste internationale Erfahrungen sammelte Omaya Muthumala im Jahr 2014, als sie bei den Juniorenasienmeisterschaften in Taipeh mit der sri-lankischen 4-mal-400-Meter-Staffel in 3:47,86 min den fünften Platz belegte. 2016 nahm sie erstmals an den Südasienspielen in Guwahati teil und gewann dort in 54,70 s die Bronzemedaille hinter der Inderin M. R. Poovamma und Chandrika Rasnayake aus Sri Lanka. Anschließend erreichte sie bei den Juniorenasienmeisterschaften in der Ho Chi Minh Stadt in 56,74 s den sechsten Platz über 400 Meter. Drei Jahre später erreichte sie bei der Sommer-Universiade in Neapel im 100-Meter-Lauf das Halbfinale und schied dort mit 12,49 s aus und scheiterte auch über 400 Meter mit 56,73 s in der ersten Runde aus. Anfang Dezember siegte sie bei den Südasienspielen in Kathmandu mit der Staffel in 3:41,10 min.

## Persönliche Bestleistungen
- 100 Meter: 12,28 s (−1,4 m/s), 8. Juli 2019 in Neapel
- 400 Meter: 54,51 s, 3. Dezember 2015 in Diyagama